# Rhogeessa gracilis
Rhogeessa gracilis é uma espécie de morcego da família Vespertilionidae. Apenas pode ser encontrada no México, do norte de Jalisco e Zacatecas ao centro de Oaxaca.